# Abraham van Neck

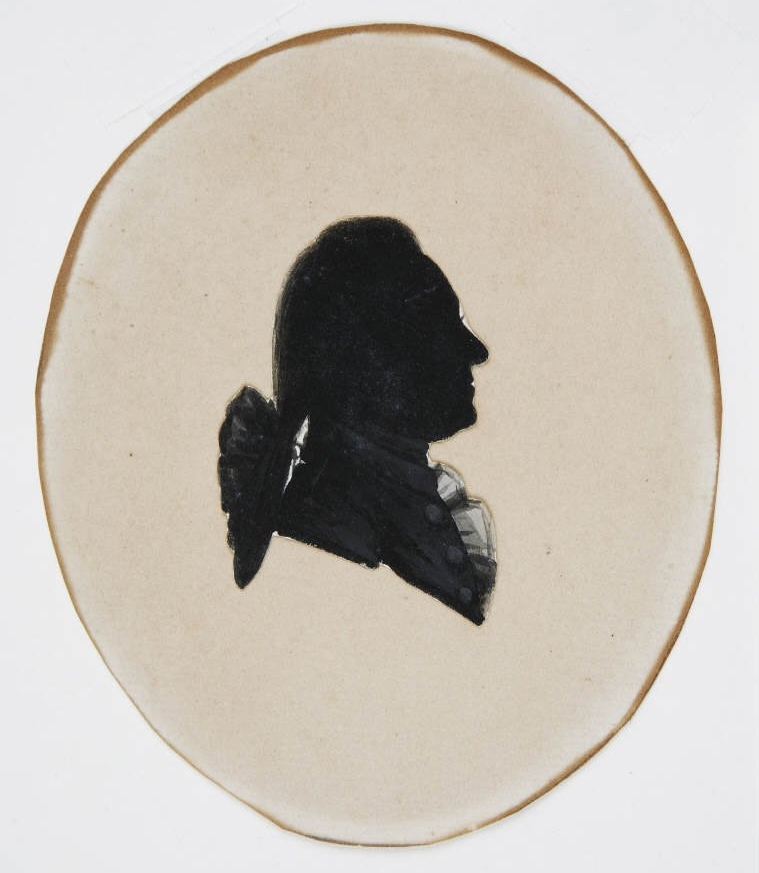
Profielportret van Van Neck uit 1770

Abraham van Neck (1734- begraven Den Haag 17 augustus 1789) was een Nederlands staatsman en rechtsgeleerde, alsmede burgemeester van Den Haag tussen 1784-1786 en 1788-1789. 

## Biografie

### Afkomst
Van Neck was een zoon van de Haagse burgemeester Jacobus van Neck (1702-1752) en Susanna Catharina Lanssel (overleden 1781). Abrahams grootvader Cornelis van Neck was lid van de Haagse vroedschap geweest en betaalmeester van de troepen van de Republiek der Zeven Verenigde Nederlanden.

### Privéleven
Hij trouwde in 1759 met Catharina Cornelia de la Bassecour (1739-1806), dochter van Jan de la Bassecour en Jacomina Slicher en kocht van hertog Lodewijk van Brunswijk-Wolfenbüttel (1718-1788) de Buitenplaats Den Honaard, gelegen op een steenworp afstand van Buitenplaats Hofwijck in Voorburg. De hertog had daar 24 jaar gewoond tot aan zijn dood. 

### Loopbaan
Van Neck studeerde rechten. In 1759 werd hij benoemd tot schepen van Den Haag. Hij bleef dit tot 1773, wanneer hij voor het eerst werd benoemd tot burgemeester. In deze tijd was het gebruikelijk dat het ambt van burgemeester en schepen rouleerde onder de diverse magistraten. Van Neck bekleedde het ambt van burgemeester tussen 1784-1786 en 1788-1789, daarnaast werd hij meerdere malen aangesteld als schepen van Den Haag. Ook werd Van Neck in 1781 benoemd als ouderling van de Grote of Sint-Jacobskerk. 

### Nageslacht
- Susanna Jacoba Johanna van Neck (1760-1846), enig kind, erfde Buitenplaats Den Honaard en huwde met Hendrik Adriaan Caan (1755-1816), hoogheemraad van Delfland. Hun kinderen zouden de achternaam “Caan”, “Caan van Neck” en “de la Bassecour Caan” dragen en deels in de Nederlandse adel worden opgenomen.

## Aantekeningen
- Abraham van Neck moet niet verward worden met zijn naamgenoot, eveneens jurist en werkzaam was als advocaat-generaal van Holland, procureur bij het Hof van Holland en de Hoge Raad van Holland en getrouwd met Catharina Alida Tromer.